# Каннингем, Кейд
Кейд Па́ркер Ка́ннингем (англ. Cade Parker Cunningham; род. 25 сентября 2001 года в Арлингтоне, штат Техас, США) — американский профессиональный баскетболист, выступающий в Национальной баскетбольной ассоциации за команду «Детройт Пистонс». Играет на позиции разыгрывающего защитника. На студенческом уровне выступал за команду университета штата Оклахома в Стиллуотере «Оклахома Стэйт Ковбойз». На драфте НБА 2021 года он был выбран под первым номером командой «Детройт Пистонс».

## Профессиональная карьера

### Детройт Пистонс (2021—настоящее время)
Каннингем был выбран под 1-м номером на драфте НБА 2021 года командой «Детройт Пистонс». 9 августа подписал контракт новичка с «Детройт Пистонс». 8 августа 2021 года он дебютировал в Летней лиге НБА в матче против «Оклахома-Сити Тандер» (76:72), в котором набрал 12 очков, шесть подборов и две передачи за 26 минут. 30 октября Каннингем дебютировал в НБА, набрав два очка, две передачи и семь подборов в матче против «Орландо Мэджик» (110:103). 15 ноября Каннингем стал самым молодым игроком в истории НБА, набравшим минимум 25 очков, восемь подборов и восемь передач, реализовав при этом пять трёхочковых бросков. Он сделал это в возрасте 20 лет и 51 дня, превзойдя достижения Леброна Джеймса (20 лет и 100 дней) и Трея Янга (20 лет и 163 дня). 21 ноября Каннингем сделал трипл-дабл, набрав 13 очков, 12 подборов и 10 передач в матче против «Лос-Анджелес Лейкерс» (116:121), и стал восьмым среди самых молодых игроков в истории НБА, сделавших трипл-дабл, и самым молодым игроком в истории «Пистонс». 30 января 2022 года в матче против «Кливленд Кавальерс» (115:110) Каннингем набрал 19 очков, 10 подборов и 10 передач и стал первым новичком в истории «Пистонс», оформившим более одного трипл-дабла в своём первом сезоне. Каннингем был назван MVP матча восходящих звезд НБА 18 февраля 2022 года. До перерыва он набирал в среднем 17,4 очка, 5,6 передачи и 5,5 подбора. После 1 марта Каннингем набирал в среднем 21,2 очка при 46,2 процентах попаданий и 6,7 передачи за игру. Он занял третье место в голосовании за звание новичка года, уступив Скотти Барнсу и Эвану Мобли.
28 октября 2022 года Каннингем набрал 35 очков, девять подборов и восемь передач в матче с «Атлантой Хокс». 12 декабря было объявлено, что Каннингем перенесёт операцию по устранению стрессового перелома левой голени. До травмы он набирал в среднем 19,9 очка, 6,2 подбора и шесть передач.
31 октября 2023 года «Пистонс» активировали опцию в контракте Каннингема, оставив игрока на четвёртый год.
9 июля 2024 года «Пистонс» и Кейд Каннингем договорились о максимальном продлении контракта новичка на 5 лет и 224 млн долларов.

## Карьера в сборной
На чемпионате мира U19 2019 года, проходившем в Ираклионе, Греция, Каннингем выступал за сборную США. Он принял участие в 7 матчах, в которых набирал в среднем 11,7 очков, 5,7 передач и 4,9 подборов за игру. Вместе со своей командой Каннингем стал обладателем золотой медали, обыграв в финале сборную Мали со счётом 93—79.

## Статистика

### Статистика в НБА
| Сезон                                                                                    | Команда | Регулярный сезон | Регулярный сезон | Регулярный сезон | Регулярный сезон | Регулярный сезон | Регулярный сезон | Регулярный сезон | Регулярный сезон | Регулярный сезон | Регулярный сезон | Регулярный сезон | Серия плей-офф | Серия плей-офф | Серия плей-офф | Серия плей-офф | Серия плей-офф | Серия плей-офф | Серия плей-офф | Серия плей-офф | Серия плей-офф | Серия плей-офф | Серия плей-офф |
| Сезон                                                                                    | Команда | GP               | GS               | MPG              | FG%              | 3P%              | FT%              | RPG              | APG              | SPG              | BPG              | PPG              | GP             | GS             | MPG            | FG%            | 3P%            | FT%            | RPG            | APG            | SPG            | BPG            | PPG            |
| ---------------------------------------------------------------------------------------- | ------- | ---------------- | ---------------- | ---------------- | ---------------- | ---------------- | ---------------- | ---------------- | ---------------- | ---------------- | ---------------- | ---------------- | -------------- | -------------- | -------------- | -------------- | -------------- | -------------- | -------------- | -------------- | -------------- | -------------- | -------------- |
| 2021/22                                                                                  | Детройт | 64               | 64               | 32,6             | 41,6             | 31,4             | 84,5             | 5,5              | 5,6              | 1,2              | 0,7              | 17,4             | Не участвовал  | Не участвовал  | Не участвовал  | Не участвовал  | Не участвовал  | Не участвовал  | Не участвовал  | Не участвовал  | Не участвовал  | Не участвовал  | Не участвовал  |
| 2022/23                                                                                  | Детройт | 12               | 12               | 33,4             | 41,5             | 27,9             | 83,7             | 6,2              | 6,0              | 0,8              | 0,6              | 19,9             | Не участвовал  | Не участвовал  | Не участвовал  | Не участвовал  | Не участвовал  | Не участвовал  | Не участвовал  | Не участвовал  | Не участвовал  | Не участвовал  | Не участвовал  |
| 2023/24                                                                                  | Детройт | 62               | 62               | 33,5             | 44,9             | 35,5             | 86,9             | 4,3              | 7,5              | 0,9              | 0,4              | 22,7             | Не участвовал  | Не участвовал  | Не участвовал  | Не участвовал  | Не участвовал  | Не участвовал  | Не участвовал  | Не участвовал  | Не участвовал  | Не участвовал  | Не участвовал  |
|                                                                                          | Всего   | 138              | 138              | 33,1             | 43,2             | 32,9             | 85,8             | 5,0              | 6,5              | 1,0              | 0,5              | 20,0             | Не участвовал  | Не участвовал  | Не участвовал  | Не участвовал  | Не участвовал  | Не участвовал  | Не участвовал  | Не участвовал  | Не участвовал  | Не участвовал  | Не участвовал  |
| Наведите курсор мыши на аббревиатуры в заголовке таблицы, чтобы прочесть их расшифровку. |         |                  |                  |                  |                  |                  |                  |                  |                  |                  |                  |                  |                |                |                |                |                |                |                |                |                |                |                |

### Статистика в NCAA
| Сезон | Команда        | Conf   | Class | GP | GS | MPG  | FG%  | 3P%  | FT%  | RPG | APG | SPG | BPG | PPG  |
| --- | -------------- | ------ | ----- | -- | -- | ---- | ---- | ---- | ---- | --- | --- | --- | --- | ---- |
| 2020/21 | Оклахома Стэйт | Big 12 | FR    | 27 | 26 | 35,4 | 43,8 | 40,0 | 84,6 | 6,2 | 3,5 | 1,6 | 0,8 | 20,1 |
| Всего | Всего          | Всего  | Всего | 27 | 26 | 35,4 | 43,8 | 40,0 | 84,6 | 6,2 | 3,5 | 1,6 | 0,8 | 20,1 |
| Наведите курсор мыши на аббревиатуры в заголовке таблицы, чтобы прочесть их расшифровку Статистика приведена с сайта sports-reference.com |                |        |       |    |    |      |      |      |      |     |     |     |     |      |